# Статале (Варезе)
Статале је насеље у Италији у округу Варезе, региону Ломбардија.
Према процени из 2011. у насељу је живело 8 становника. Насеље се налази на надморској висини од 389 м.